# Alonzo Church
Alonzo Church (Washington, 1903. június 14. – Hudson, Ohio, 1995. augusztus 11.) amerikai matematikus és logikus, akit a számítástechnika elméletének egyik megalapozójának tartanak.
Washingtonban, az Amerikai Egyesült Államok fővárosában született. A Princetoni Egyetemen szerzett B.Sc (Batchelor of Sciences) fokozatot és itt is doktorált (Ph.D) 1927-ben, Oscar Veblen tanítványként. A disszertájiójának címe: Alternatives to Zermelo's Assumption. Göttingenben folytatta posztdoktorális tanulmányait, majd a Princetonon (1929–1967) és a Kaliforniai Egyetemen tanított és kutatott (1967–1990).